# دون كولينز (لاعب كرة قاعدة)
دون كولينز (بالإنجليزية: Don Collins)‏ هو لاعب كرة قاعدة أمريكي، ولد في 15 سبتمبر 1952 في ليونز في الولايات المتحدة.

## وصلات خارجية
- دون كولينز على موقعبيزبول رفرنس.كوم (الدوري الرئيسي) (الإنجليزية)